# Lalla Umm al-Iz at-Taba
Lalla Umm al-Iz at-Taba eller Umm al-Ezz Tabaa, död efter 1722, var en av hustrurna till sultan Ismail av Marocko (r. 1672-1727). 
Hon var en av sultanen fyra hustrur, jämsides med Halima Al Sufyaniyah, Zaydana och Khnata bent Bakkar. Sultanen hade utöver sina fyra hustrur också tusentals slavkonkubiner och hundratals barn.
Hon spelade en diplomatisk medlarroll under förhandlingarna inför freds- och handelsavtalet mellan Marocko och Storbritannien år 1722, då hon talade engelska och stod i kontakt med den engelska diplomaten Charles Stewart. Charles Stewart kontaktade henne via brev 1721 och bad henne agera medlare om ett fredsfördrag, eftersom han via befriade kristna européer som hade hållits som slavar i Marocko hade hört att hon utövade stort inflytande i haremet. Hon lovade att verka för ett sådant avtal och tycks ha lyckats. 